# Puppetmastaz

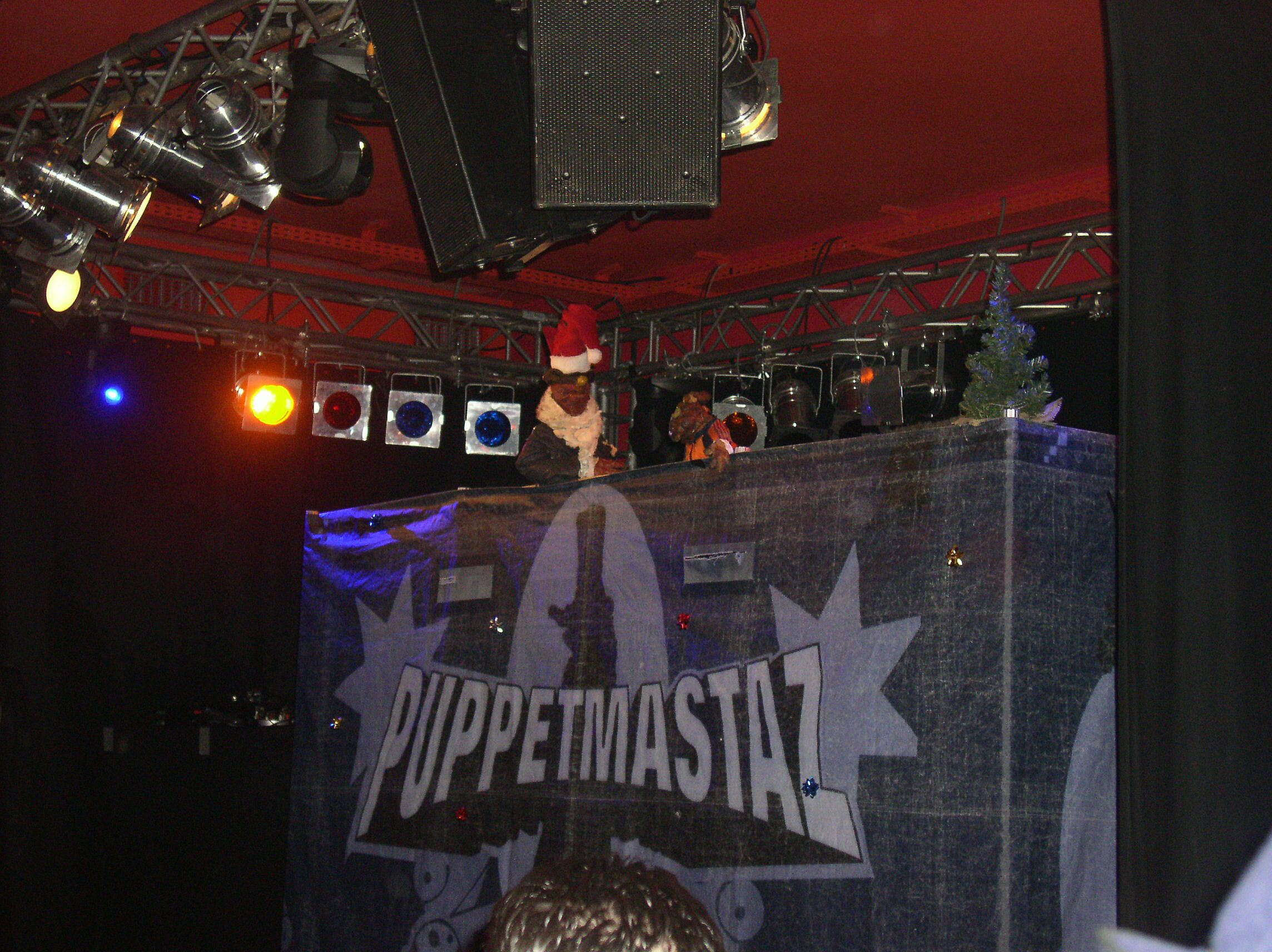
Puppetmastaz bei einem Auftritt

Die Puppetmastaz sind eine Berliner Hip-Hop-Band, die ausschließlich aus Handpuppen besteht und von Paul Affeld und Alexander Tiller 1995 gegründet wurde.

## Geschichte
Überregional bekannt wurden sie mit den Songs Pet Sound 2003, der als zweite Vinyl-Maxisingle der Band beim Plattenlabel New Noise erschien, und The Bigger The Better, welcher 2005 bei ihrem neuen Label Louisville Records erschien. Hierbei sind auch auf der Bühne stets nur die Puppen zu sehen. Während die Musik, wie bei Hip-Hop-Bands üblich, vom DJ abgespielt wird, werden alle Rap-Einlagen live vorgetragen.
Das Herz der Band ist Mr. Maloke, hinter dem der Berliner Künstler Paul Affeld aka Paul PM steckt, ein Maulwurf mit einem großen Zylinder. Nach der „Geschichte der Puppetmastaz“  hat er in den späten 1990er Jahren die Puppetmastaz gegründet und nach und nach kamen immer mehr Puppen aus aller Welt hinzu. Die Puppen, die später auch bei den Puppetmastaz dabei waren, hatten ihren ersten Auftritt im Jahr 1996 im Berliner Ex-Kreuz-Club. Die ersten Auftritte als HipHop-Act gab es im Jahr 1999, aus dem gleichen Jahr datiert das erste Musikvideo der Band (Wick-a-Woo). Im TV tauchten die Puppen das erste Mal im Jahr 2000 auf. Die erste Maxi-EP erschien 2002 und trägt den Titel Humans Get All The Credits, die die Band überregional bekannt machte. 2003 folgten die Maxi-EP Pet Sound und Zoology sowie das Album Creature Funk. Im Jahr 2004 wurde eine Remix-Platte (Prosettis Disco Balls) veröffentlicht, allerdings nur in einer selbstgepressten Vinylkleinauflage. Im Oktober 2005 folgen schließlich die EP Bigger the Better und das Album Creature Shock Radio. Die Puppetmastaz treten regional und überregional als „erste Toy-Group“ auf, insbesondere in Frankreich finden die Puppetmastaz einen deutlich größeren Zuspruch als in Deutschland, dort kommen bis zu 5000 Leute zu einer Show.
Die Musikproduzenten auf mindestens drei Alben waren N1tro, der international bekannte Musikproduzent Patric Catani (aka Candie Hank, Ec8or) und Bomb 20. Einzig Bandleader Paul Affeld und der Sänger und Produzent Max Turner haben zu allen fünf Alben beigetragen.
Zu den ehemaligen Mitgliedern gehören auch Alexander Tiller, Musiker und Songwriter Mocky, Chilly Gonzales, Adam Traynor und Blake Worell.  Neuere Mitglieder sind Pilo (Adrian Ilea), Zhi MC (Zhi Yang Trieu) und Luis Nassowitz, der auch das Management der Band innehat.

## Mitglieder
(Handpuppen, entworfen und gebaut von Paul Affeld)
- Mr. Maloke: Kopf der Gruppe, Maulwurfspuppe
- Panic, the Pig: Rapper, Schweinspuppe
- Snuggles the Bunny: Rapper, Hasenpuppe
- Wizard The Lizard: Rapper, Eidechsenpuppe
- Ducci Prosetti: Rapper/Producer, Drachenpuppe
- HipHopNotist: Rapper, Geckopuppe
- Frogga: Rapper, Froschpuppe
- Ricardo Prosetti: Rapper/Producer, Froschpuppe
- Flix: Rapper, Fledermauspuppe
- Turbid, the Toad: Froschpuppe
- Ryno: Rapper, Nashornpuppe
- Croucholina, Krötenpuppe, Tänzerin, möchte Germany’s Next Topmodel werden
- Croucho, Krötenpuppe
- Pit: Rapper, Froschpuppe
- Dino Prosetti: Producer, Fischpuppe
- E-Wizz: Rapper, Menschliche Puppe
- Midi Mighty Moe: DJ, Fliegenpuppe
- Big Eye, Alienpuppe
- Rita, Raggapuppe
- Keil Pittler, Demagogenpuppe
- Bloke, Clownpuppe
- Lisa, Eidechsenpuppe
- Buddah, Buddhapuppe
- Richelieux, Froschpuppe
- Hammerhead, Hammerhaipuppe
- Dogga Dacoda, Hundpuppe
- Harold
- BumbleBee, Bienenpuppe
- Squidrick A.K.A. Squidone: Rapper, Krake mit Hut
- WedgeHead A.K.A. VudaTudigem: Musiker
- Yobo: Rapper/Entertainer, „original“ Star-Wars-Puppe
- Peppino
- Orangatan, Affenpuppe

## Diskographie
Studioalben
- 2003:  Creature Funk
- 2005:  Creature Shock Radio
- 2008:  The Takeover
- 2009:  The Break-Up
- 2012:  Revolve and Step Up!
- 2016:  Keep Yo Animal!
- 2019:  Sweet Sugar Rush
- 2023: Welcome to the Zoo

Vinyl-Singles & EPs
- 2002:  Humans get all the Credits (Vinyl-Single)
- 2003:  Pet Sound (Audio-CD / Vinyl-Single)
- 2003:  Zoology (Audio-CD / Vinyl-Single)
- 2004:  Prosetti's Disco Balls (Vinyl-LP) (Remix-Version von Creature Funk)
- 2007:  The dark side of the sun (feat. Modeselektor) (Vinyl-Single)
- 2008:  Mephistopheles (Remix-Vinyl-Single)
- 2008:  Reservoir Foxin / So Scandalous (Remix-Vinyl-Single)

Audio-CD-Singles
- 2005:  Bigger the better
- 2006:  Do the swamp
- 2012: Innerself Respect (feat. FlatEric) (Video-Single)
- 2012: Innerself Respect  (Audio-CD-single)

Live-Alben
- 2006:  Clones live in Berlin (Audio-CD / Vinyl-LP)